# 이론천체물리학
이론천체물리학(영어:Theoretical Astrophysics)은 우주의 천체들간의 이론에서 나오는 물리에 대해 연구하는 물리학의 하나이다. 주로 천문학에서 가장 많이 사용되는 물리학이다.

## 설명
이론천체물리학은 기본적으로 천체물리학을 바탕과 기반으로 하여 연구하는 물리학의 한 분야로서 천체물리학이 우주에 존재하는 천체의 여러가지 다양한 현상들에서 일어나는 물리에 대해 연구하는 물리학이라면 이론천체물리학은 여기에 이론적인 것까지 대입하여 천체물리학에 관련된 다양한 이론들을 만들어서 그러한 유형의 관찰 결과를 파악하고 분석하는 물리학의 한 분야이다. 다양한 유형을 모의실험하여 거기에 관측된 자료를 기반하여 오류를 수정하고 보완하는 것이 이론천체물리학의 정의가 된다. 이론천체물리학에서 주로 연구하는 주제는 항성 및 은하의 형성과 진화, 자기유체역학, 우주선의 기원, 끈 이론을 포함한 여러가지 우주론, 중력파, 블랙홀, 암흑 물질, 및 암흑 에너지 등이 있다.

## 같이 보기
- 천체물리학
- 물리학
- 이론
- 천문학